# E.P. Taylor Stakes
Groupe 1
Les E.P. Taylor Stakes est une course hippique de plat se déroulant au Canada au mois d'octobre sur l'hippodrome de Woodbine, à Toronto.

## Histoire et caractéristiques
Créée en 1956, elle était courue sous le nom de Nettie Handicap, avant d'être renommée en 1981 en hommage à Edward P. Taylor, président du Jockey-Club de l'Ontario de 1953 à 1973, et cofondateur du Jockey Club canadien et célèbre éleveur-propriétaire, notamment de Northern Dancer. Épreuve de Groupe I, réservée aux pouliches et juments de 3 ans et plus, Les E.P. Taylor Stakes se disputent sur la distance de 2 000 mètres (après avoir été courue sur 1 900 mètres de 1968 à 2015), sur gazon, corde à gauche.
L'allocation s'élève à 700 000 CAN $ depuis 2015 (auparavant, elle était dotée de 1 000 000 CAN $). La course fait partie des "Breeders' Cup Challenge series" et qualifie directement sa lauréate pour la Breeders' Cup Filly & Mare Turf. Courue le même jour que les Canadian International Stakes, elle attire régulièrement des concurrentes européennes.

## Palmarès
| Année | Vainqueur          | S/A | Pays        | Père               | Jockey               | Entraîneur            | Propriétaire                | Temps   |
| ----- | ------------------ | --- | ----------- | ------------------ | -------------------- | --------------------- | --------------------------- | ------- |
| 2025  | She Feels Pretty   | F.4 | États-Unis  | Karakontie         | John R. Velazquez    | Cherie DeVaux         | Lael Stables                | 2'00"80 |
| 2024  | Full Count Felicia | F.5 | États-Unis  | War Front          | Kevin Attard         | Kazushi Kimura        | Gold Square LLC             | 1'59"29 |
| 2023  | Fev Rover          | F.5 | Royaume-Uni | Gutaifan           | Javier Castellano    | Mark Casse            | Tracy Farmer                | 2'04"20 |
| 2022  | Rougir             | F.4 | France      | Territories        | Kazuchi Kimura       | Chad Brown            | White Birch Farm & Coolmore | 2'02"62 |
| 2021  | Mutamakina         | F.5 | France      | Nathaniel          | Dylan Davis          | Christophe Clément    | Al Shira'aa Farms           | 2'09"14 |
| 2020  | Etoile             | F.4 | France      | Siyouni            | Rafael Hernandez     | Chad Brown            | Peter Brant                 | 2'03"12 |
| 2019  | Starship Jubilee   | F.6 | Canada      | Indy Wind          | Luis Contreras       | Kevin Attard          | Blue Heaven Farm            | 2'03"29 |
| 2018  | Sheikha Reika      | F.3 | Royaume-Uni | Shamardal          | Andrea Atzeni        | Roger Varian          | Cheikh M. Obaid Al Maktoum  | 2'05"10 |
| 2017  | Blonde Me          | F.5 | Royaume-Uni | Tamayuz            | Oisin Murphy         | Andrew Balding        | Barbara M. Keller           | 2'08"08 |
| 2016  | Al's Gal           | F.5 | États-Unis  | English Channel    | Florent Géroux       | Michael J. Maker      | Kenneth & Sarah Ramsey      | 2'01"06 |
| 2015  | Curvy              | F.3 | Irlande     | Galileo            | Ryan Moore           | David Wachman         | Smith, Magnier & Tabor      | 2'02"88 |
| 2014  | Just The Judge     | F.4 | Royaume-Uni | Lawman             | Jamie Spencer        | Charles Hills         | Qatar Racing & Sangster     | 2'03"47 |
| 2013  | Tannery            | F.4 | Irlande     | Dylan Thomas       | Joel Rosario         | Alan E. Goldberg      | Richard Santulli            | 2'07"13 |
| 2012  | Siyouma            | F.4 | France      | Medicean           | Gérald Mossé         | François Doumen       | Robert Jeffcock             | 2'03"04 |
| 2011  | Miss Keller        | F.5 | Irlande     | Montjeu            | John Velazquez       | Roger Attfield        | Three Chimneys              | 2'06"98 |
| 2010  | Reggane            | F.4 | France      | Red Ransom         | Christophe Soumillon | Alain de Royer-Dupré  | Haras de La Perelle         | 2'03"88 |
| 2009  | Lahaleeb           | F.3 | Royaume-Uni | Redback            | William Buick        | Mick Channon          | Al-Qatami & Al-Mudhaf       | 2'02"89 |
| 2008  | Folk Opera         | F.4 | Royaume-Uni | Singspiel          | Frankie Dettori      | Saeed bin Suroor      | Godolphin Racing            | 2'03"70 |
| 2007  | Mrs. Lindsay       | F.3 | France      | Theatrical         | Johnny Murtagh       | Francois Rohaut       | Bettina Jenney              | 2'00"68 |
| 2006  | Arravale           | F.3 | Canada      | Arch               | Jose Valdivia, Jr.   | Macdonald Benson      | Robert J. Costigan          | 2'10"34 |
| 2005  | Honey Ryder        | F.4 | États-Unis  | Lasting Approval   | John R. Velazquez    | Todd Pletcher         | Glencrest Farm LLC          | 2'06"70 |
| 2004  | Commerçante        | F.4 | France      | Marchand de Sable  | John R. Velazquez    | Robert J. Frankel     | Falourd, Guy & Trussell     | 2'04"02 |
| 2003  | Volga              | F.5 | France      | Caerleon           | Richard Migliore     | Kiaran McLaughlin     | H. Joseph Allen             | 2'05"68 |
| 2002  | Fraulein           | F.3 | Royaume-Uni | Acatenango         | Kevin Darley         | Ed Dunlop             | Philip Freedman             | 2'10"03 |
| 2001  | Choc Ice           | F.3 | France      | Kahyasi            | Johnny Murtagh       | Robert Collet         | Micheline Vidal             | 2'03"01 |
| 2000  | Fly For Avie       | F.5 | Canada      | Lord Avie          | Todd Kabel           | David R. Bell         | Ivan Dalos                  | 2'03"78 |
| 1999  | Insight            | F.4 | France      | Sadler's Wells     | Mike E. Smith        | John Hammond          | Flaxman Holdings            | 2'05"34 |
| 1998  | Zomaradah          | F.3 | Royaume-Uni | Deploy             | Gary Stevens         | Luca Cumani           | Darley Racing               | 2'02"40 |
| 1997  | Kool Kat Katie     | F.3 | Royaume-Uni | Fairy King         | Olivier Peslier      | David R. Loder        | Augustin Stable             | 2'02"00 |
| 1996  | Wandering Star     | F.3 | Royaume-Uni | Red Ransom         | Herb McCauley        | James Fanshawe        | H. Joseph Allen             | 2'04"60 |
| 1995  | Timarida           | F.3 | Irlande     | Kalaglow           | Frankie Dettori      | John Oxx              | S.A. Aga Khan               | 2'03"60 |
| 1994  | Truly A Dream      | F.3 | France      | Darshaan           | Chris McCarron       | Robert Collet         | Richard C. Strauss          | 2'01"60 |
| 1993  | Hero's Love        | F.5 | Canada      | Hero's Honor       | Earlie Fires         | Daniel J. Vella       | Frank Stronach              | 2'14"40 |
| 1992  | Hatoof             | F.3 | France      | Irish River        | Walter Swinburn      | Christiane Head       | Maktoum Al Maktoum          | 2'07"80 |
| 1991  | Lady Shirl         | F.4 | États-Unis  | That's a Nice      | Garrett Gomez        | Noel P. Hickey        | Irish Acres Farm            | 2'02"40 |
| 1990  | Ruby Tiger         | F.3 | Royaume-Uni | Ahonoora           | Richard Quinn        | Paul Cole             | Susan Blacker               | 2'09"60 |
| 1989  | Braiswick          | F.3 | Royaume-Uni | King of Spain      | Gary Carter          | Geoff Wragg           | Cheikh Mo. Al Maktoum       | 2'08"40 |
| 1988  | Sudden Love        | F.3 | Royaume-Uni | Kris               | Ray Cochrane         | Luca Cumani           | Lucy Ruspoli                | 2'02"80 |
| 1987  | Khariyda           | F.3 | France      | Shakapour          | Yves Saint-Martin    | Alain de Royer-Dupré  | S.A. Aga Khan               | 2'05"40 |
| 1986  | Ivor's Image       | F.3 | Royaume-Uni | Sir Ivor           | Walter Swinburn      | Michael Stoute        | S. Fraser                   | 2'14"40 |
| 1985  | Devalois           | F.3 | France      | Nureyev            | Freddy Head          | Alec Head             | Ghislaine Head              | 2'05"80 |
| 1984  | Reine Mathilde     | F.3 | France      | Vaguely Noble      | Gary W. Moore        | Alec Head             | Ecurie Aland                | 2'04"20 |
| 1983  | L'Attrayante       | F.3 | France      | Tyrant             | Alain Lequeux        | Olivier Douïeb        | Allen E. Paulson            | 2'07"40 |
| 1982  | Vidor              | F.3 | France      | Vaguely Noble      | Sandy Hawley         | Maurice Zilber        | Nelson Bunker Hunt          | 2'09"80 |
| 1981  | De La Rose         | F.3 | États-Unis  | Nijinsky           | Eddie Maple          | Woody Stephens        | Henryk de Kwiatkowski       | 2'05"40 |
| 1980  | Liveinthesunshine  | F.5 | Canada      | Selari             | Robin Platts         | F. Noel Hickey        | Irish Acres Farm            | 2'08"00 |
| 1979  | Senorita Poquito   | F.3 | Irlande     | Connaught          | Brian Swatuk         | Emile Allain          | Harlequin Ranches           | 2'10"20 |
| 1978  | Neatrice           | F.3 | France      | Banaldo            | Sandy Hawley         | Maurice Zilber        | B. K. Y. Stable             | 2'04"40 |
| 1977  | Majestic Kahala    | F.3 | Canada      | Majestic Prince    | Gary Stahlbaum       | J. Mort Hardy         | Windhaven                   | 2'12"80 |
| 1976  | Momigi             | F.4 | Canada      | Laugh Aloud        | Sandy Hawley         | John Morahan          | Koichiro Hayata             | 2'10"60 |
| 1975  | Adieu II           | F.3 | France      | Tompion            | Lloyd Duffy          | Maurice Zilber        | Nelson Bunker Hunt          | 2'06"40 |
| 1974  | Protectora         | F.5 | Chili       | Prologo            | Heliodoro Gustines   | Warren Pascuma        | Seltzer & Fairhurst         | 2'02"60 |
| 1973  | Square Angel       | F.3 | Canada      | Quadrangle         | Avelino Gomez        | Frank H. Merrill, Jr. | W. Preston Gilbride         | 2'02"80 |
| 1972  | Belle Geste        | F.4 | Canada      | The Scoundrel      | Noel Turcotte        | Carl F. Chapman       | Beatrice Latimer            | 2'04"80 |
| 1971  | Tudor Queen        | F.4 | Canada      | King of the Tudors | Don Hale             | Gil Rowntree          | Stafford Farms              | 2'02"00 |
| 1970  | Mary of Scotland   | F.3 | Canada      | Nearctic           | Richard Grubb        | Lou Cavalaris, Jr.    | Gardiner Farm               | 2'07"80 |
| 1969  | Plegada            | F.5 | Chili       | Paresa             | R. Stewart           | Lou Cavalaris, Jr.    | Gardiner Farm               | 2'03"60 |
| 1968  | Ice Water          | F.5 | Canada      | Nearctic           | Robin Platts         | Lou Cavalaris, Jr.    | Gardiner Farm               | 2'04"00 |
| 1967  | Hinemoa            | F.4 | Canada      | Fabius             | Avelino Gomez        | Paul Cooper           | Doug Banks                  | 1'50"80 |
| 1966  | Speedy Lament      | F.5 | Canada      | Nearco Jr.         | Frank Barroby        | Arthur H. Warner      | Armstrong Bros. Stable      | 1'52"40 |
| 1965  | Northern Queen     | F.3 | Canada      | Nearctic           | Wayne Harris         | Horatio Luro          | Windfields Farm             | 1'49"60 |
| 1964  | Etimota            | F.4 | Canada      | Rico Monte         | Paul J. Bailey       | Frank H. Merrill, Jr. | Mrs. H. A. Luro             | 1'50"60 |
| 1963  | Court Royal        | F.4 | Canada      | Chop Chop          | Jim Fitzsimmons      | N. Julius             | J. E. F. Seagram            | 1'44"00 |
| 1962  | Royal Spirit       | F.3 | États-Unis  | Royal Gem          | Harlon Dalton        | John Passero          | Stafford Farms              | 1'43"60 |
| 1961  | Victoria Regina    | F.3 | Canada      | Menetrier          | Jim Fitzsimmons      | Gordon J. McCann      | Windfields Farm             | 1'43"40 |
| 1960  | Chic Miss          | F.3 | Canada      | Tribe              | John R. Adams        | Frank H. Merrill, Jr. | Roxie Gian & Tosch          | 1'46"00 |
| 1959  | Sword Woman        | F.3 | Canada      | Blue Swords        | Don Hale             | A. H. Routcliffe      | Pine Tree Stable            | 1'47"20 |
| 1958  | Kitty Girl         | F.4 | Canada      | Gangway            | Roberto Gonzalez     | Yonnie Starr          | L. Maloney & C. Smythe      | 1'47"40 |
| 1957  | Kitty Girl         | F.3 | Canada      | Gangway            | Herb Lindberg        | Yonnie Starr          | L. Maloney & C. Smythe      | 1'47"60 |
| 1956  | Flying Trapeze     | F.3 | États-Unis  | Persian Gulf       | Vic Bovine           | Arthur H. Warner      | Lanson Farm                 | 1'45"60 |